# The Field (film, 1990)
Pour plus de détails, voir Fiche technique et Distribution.
The Field est un film irlando-britannique réalisé par Jim Sheridan, sorti en 1990.
Il s'agit d'une adaptation au cinéma de la pièce de théâtre de John B. Keane The Field, créée en 1965.

## Synopsis
Irlande, en 1932. Bull McCabe cultive la terre de ses ancêtres. Celle-ci lui est louée par une veuve anglaise. Cette veuve décide un jour de vendre cette terre aux enchères locales. Pour Bull, cette terre lui revient de droit. Cependant, un riche américain ambitieux s'oppose à lui. Il semblerait qu'il soit aussi intéressé par ce terrain. 

## Fiche technique
- Titre : The Field[1]
- Réalisation : Jim Sheridan
- Scénario : Jim Sheridan
- Photographie : Jack Conroy
- Montage : J. Patrick Duffner
- Musique : Elmer Bernstein
- Décors : Josie MacAvin
- Costumes : Joan Bergin
- Direction artistique : Frank Hallinan-Flood
- Casting : Nuala Moiselle
- Budget : IR£5 million
- Box office : 1,3 million
- Producteurs : Noel Pearson, Steve Morrison (producteur exécutif)
- Sociétés de production : Granada Television, Noel Pearson, Sovereign Pictures
- Sociétés de distribution : Avenue Pictures (États-Unis), 20th Century Fox (Allemagne), Les Films Ariane (France)
- Pays d'origine :  Royaume-Uni |  Irlande
- Tournage : du 2 octobre 1989 au mois de décembre 1989
- Format : Couleurs (Technicolor) — 35 mm — 1,85:1 — Son Dolby SR
- Genre : Film dramatique, Thriller
- Durée : 113 minutes (1 h 53)
- Dates de sortie :
  - Canada : 13 septembre 1990 (Festival international du film de Toronto)
  - Irlande : 21 septembre 1990
  - États-Unis : 20 décembre 1990
  - Royaume-Uni : 22 février 1991
  - France : 6 juin 1991
- Affiche : Bill Gold (États-Unis)

## Distribution
- Richard Harris (VF : Jacques Deschamps) : Bull McCabe[1]
- Sean Bean (VF : Daniel Lafourcade) : Tadgh McCabe
- Tom Berenger (VF : Jean-Luc Kayser) : Peter, The Yank
- Brenda Fricker : Maggie McCabe
- John Hurt (VF : Joël Martineau) : The 'Bird' O'Donnell
- Frances Tomelty (en) (VF : Paule Emanuele) : la veuve
- Ruth McCabe : Tinker Woman
- Jer O'Leary : Tinker Girl's Father
- Noel O'Donovan : Tomás
- John Cowley (VF : Philippe Dumat) : Flanagan
- Ronan Wilmot : Tinker
- Sean McGinley (en) (VF : Michel Derain) : le père Chris Doran
- Malachy McCourt (VF : Henri Poirier) : le sergent
- Brendan Gleeson : Quarryman

## Récompenses et distinctions
Le film a été nommé à la 63e Cérémonie des Oscars.